# Weilbach (Main)
Der Weilbach ist ein 14 Kilometer langer rechter Zufluss des Mains im Rhein-Main-Gebiet. Im Oberlauf trägt er auch die regionale Bezeichnung Kasernbach (in topographischen Karten auch Kassernbach geschrieben) und wird später, wenn er den Ardelgraben aufnimmt, auch Ardelbach genannt. 

## Name
Das Bestimmungswort Weil- leitet sich vom althochdeutschen Wort *wīla ab, das vom lateinischen villa „Landhaus, Landgut“ entlehnt ist.

## Geografie

### Verlauf

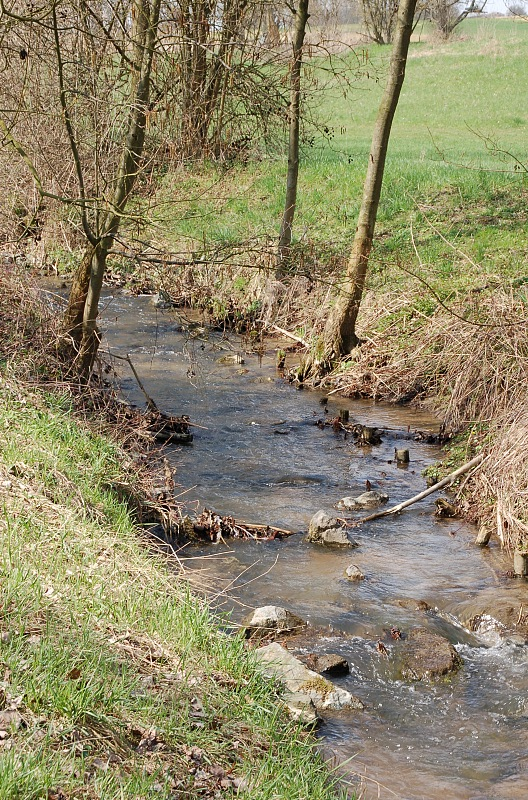
Der Weilbach bei Weilbach

Die Quelle liegt am Waldrand 400 Meter nordwestlich von Langenhain im Vortaunus. Der Bach fließt zunächst südwärts und begleitet auf gut tausend Meter den westlichen Ortsrand. Im weiteren Verlauf hält er die Mitte zwischen Diedenbergen im Osten und Wallau im Westen. Nach der Unterquerung der Bundesautobahn 66 knapp östlich des Wiesbadener Kreuzes wendet er sich nach Südosten und kreuzt die Elisabethenstraße. Etwa zwei Kilometer weiter durchquert er den Ort Weilbach. In der Nähe der Taunus-Eisenbahn verlässt er das Main-Taunusvorland und erreicht nach zwölf Kilometer Fließstrecke die Mainniederung der Untermainebene. Damit verliert der Weilbach fast jegliches Gefälle. Direkt hinter der Eisenbahnunterführung erreicht ihn von links der Ardelgraben. Hier verliert der Weilbach seinen Namen und fließt noch zwei Kilometer weiter als Ardelgraben, zunächst in südwestlicher Richtung. Zwischen Flörsheim und Eddersheim knickt er nach links ab weil er die letzten rund 600 Meter in einem künstlich angelegten Gerinne gefasst und auf der Grenze zwischen der Flörsheimer und der Eddersheimer Gemarkung annähernd rechtwinklig dem Main zugeführt wird.

### Orte
Zuständig für den Weilbach, der als Gewässer III. Ordnung gilt, ist der Dienstbezirk der Abteilung Staatliches Umweltamt Wiesbaden beim Regierungspräsidium Darmstadt. Der Bach durchquert oder berührt die Gemarkungen
- Langenhain (hier gibt es den Straßennamen Am Kasernbach), Diedenbergen,
- Wallau, Weilbach
- Eddersheim und Flörsheim am Main

## Natur und Umwelt
Als besondere Arten kommen am Weilbach die Groppe und der Eisvogel vor.